# Municipio de Jackson (condado de Dubois)
El municipio de Jackson (en inglés: Jackson Township) es un municipio ubicado en el condado de Dubois en el estado estadounidense de Indiana. En el año 2010 tenía una población de 2125 habitantes y una densidad poblacional de 23,52 personas por km².

## Geografía
El municipio de Jackson se encuentra ubicado en las coordenadas 38°18′48″N 86°50′13″O / 38.31333, -86.83694. Según la Oficina del Censo de los Estados Unidos, el municipio tiene una superficie total de 90.35 km², de la cual 89,68 km² corresponden a tierra firme y (0,74 %) 0,67 km² es agua.

## Demografía
Según el censo de 2010, había 2125 personas residiendo en el municipio de Jackson. La densidad de población era de 23,52 hab./km². De los 2125 habitantes, el municipio de Jackson estaba compuesto por el 98,92 % blancos, el 0,24 % eran afroamericanos, el 0,24 % eran de otras razas y el 0,61 % eran de una mezcla de razas. Del total de la población el 0,66 % eran hispanos o latinos de cualquier raza.